# Miagrammopes albocinctus
Miagrammopes albocinctus là một loài nhện trong họ Uloboridae.
Loài này thuộc chi Miagrammopes. Miagrammopes albocinctus được Eugène Simon miêu tả năm 1892.